# Аристов Іван Олександрович
Іван Олександрович Аристов (16 липня 1906, Анжеро-Судженськ — 17 листопада 1997) — радянський інженер-конструктор бронетанкової техніки.

## Біографія
Народився в присілку Іванівська Томської губернії, після закінченні фабрично-заводського училища вступив на робітфак Гірничого інституту Ленінграда. 1928 року його перевели до Військово-технічної академії РСЧА (пізніше «Військова, ордена Леніна, Академія бронетанкових військ ім. І. В. Сталіна») на факультет механізації, який він закінчив 1931 року за першим розрядом, отримавши звання «військового інженера 2 го рангу».
Обіймав посади начальника конструкторського бюро, заступника головного конструктора заводу № 174 ім. К. Ворошилова (1931—1943); головного інженера, директора заводу Міністерства танкової промисловості (1943—1955); головного інженера проєкту й начальника відділу типового проектування Гіпротяжмаш, за сумісництвом викладач, доцент кафедри деталей машин Московського інституту нафтохімічної і газової промисловості ім. І. М. Губкіна (1955—1981) (кафедра технології газонафтового та нафтохімічного машинобудування).

## Нагороди
Сталінська премія за 1942 рік (розробка вогнеметного озброєння на важкий танк) КВ-8
Про присудження сталінських премій за: а) видатні винаходи і
б) корінні удосконалення методів виробничої роботи за 1941 рік.
Постанова РНК Союзу РСР від 10 квітня 1942 р. № 485
На виконання постанов Ради Народних Комісарів СРСР від 20 грудня 1939 р. і 11 січня 1942 про присудження Сталінських премій за видатні винаходи за 1941 рік Рада Народних Комісарів Союзу РСР постановляє: Присудити Сталінські премії за видатні винаходи: Премії другого ступеня у розмірі 100 000 рублів
Арістову Івану Олександровичу, головному конструктору заводу № 222, і Елагину Дмитру Івановичу, конструктору заводу № 174, — за винахід нового типу танкового озброєння. 